# Pipestela
Pipestela is een geslacht van sponsdieren uit de klasse van de Demospongiae (gewone sponzen).

## Soorten
- Pipestela candelabra Alvarez, Hooper & van Soest, 2008
- Pipestela hooperi (van Soest, Desqueyroux-Faúndez, Wright & König, 1996)
- Pipestela occidentalis Alvarez, Hooper & van Soest, 2008
- Pipestela rara Alvarez, Hooper & van Soest, 2008
- Pipestela terpenensis (Fromont, 1993)